# Krzysztof Martens
Krzysztof Martens (ur. 24 maja 1952) – polski brydżysta, Arcymistrz Światowy (PZBS), World Grand Master (WBF), European Grand Master, European Champion w kategorii Open (EBL), odznaczony złotą odznaką PZBS (1992) sędzia okręgowy, trener II klasy, członek drużyny CONSUS Kalisz, polityk lewicowy.

## Życiorys
Współtwórca wraz z Tomaszem Przyborą systemu licytacyjnego „Martens-Przybora” którego odmianą jest Nasz System. Autor dwunastu książek brydżowych wydanych w języku angielskim.
Od 2003 jest członkiem Komitetu Systemów WBF, a od 2010 członkiem Komisji Zawodników WBF. Od 1999 jest członkiem Komisji Systemów EBL. W latach 2001–2010 był członkiem Komisji Odwoławczej EBL. W latach 2001–2007 był członkiem Komitetu Sędziów EBL.
Pełnił funkcję niegrającego kapitana reprezentacji Libanu na Mistrzostwach Europy Teamów – w 1999 reprezentacji open na 44. Mistrzostwach na Malcie, a w 2004 reprezentacji kobiet na 47. Mistrzostwach w Malmö.
Pełnił rolę członka Komisji Odwoławczej na następujących zawodach:
- w 1998 w Akwizgranie na 4 Mistrzostwach Europy Mikstów;
- w 1999 w Warszawie na 10 Otwartych Mistrzostwach Europy Par;
- w 2001 w Sorrento na 11 Mistrzostwach Europy Par;
- w 2003 w Mentonie na 1 Otwartych Mistrzostwach Europy.

W latach 2002–2007 Krzysztof Martens pełnił funkcję przewodniczącego podkarpackiej rady wojewódzkiej Sojuszu Lewicy Demokratycznej. Był członkiem władz krajowych partii. Był jednym z założycieli platformy programowej SLD pod nazwą „Prawo-Demokracja-Solidarność”. Dwukrotnie kandydował bez powodzenia do Parlamentu Europejskiego (w 2004 z listy SLD-UP i w 2009 z listy Porozumienia dla Przyszłości), a także do sejmiku województwa podkarpackiego (w 2006 z listy Lewicy i Demokratów oraz w 2010 z listy Polskiego Stronnictwa Ludowego).
W sierpniu 2006 prokurator Prokuratury Okręgowej w Lublinie przedstawił mu zarzuty składania fałszywych zeznań. W grudniu 2007 został uniewinniony przez Sąd Rejonowy w Rzeszowie.

## Wyniki brydżowe

### Zawody krajowe
W rozgrywkach krajowych zdobywał następujące lokaty:
| Drużynowe mistrzostwa Polski | Drużynowe mistrzostwa Polski | Drużynowe mistrzostwa Polski |
| Sezon                        | Drużyna                      | Pozycja                      |
| ---------------------------- | ---------------------------- | ---------------------------- |
| 2006/07                      | Eko-Al Poznań                | 2                            |
| 2005/06                      | Sakura Kraków                | 1                            |
| 2000                         | Prokom Warszawa              | 2                            |
| 1996                         | Fundacja Warszawa            | 3                            |
| 1988/89                      | Czarni Słupsk                | 1                            |
| 1987/88                      | Czarni Słupsk                | 1                            |
| 1986/87                      | Czarni Słupsk                | 2                            |
| 1985/86                      | Czarni Słupsk                | 1                            |
| 1984/85                      | Czarni Słupsk                | 1                            |

| Mistrzostwa Polski par | Mistrzostwa Polski par | Mistrzostwa Polski par | Mistrzostwa Polski par |
| Rok                    | Kategoria              | Partner                | Pozycja                |
| ---------------------- | ---------------------- | ---------------------- | ---------------------- |
| 1986                   | Open                   | Tomasz Przybora        | 2                      |
| 1985                   | Open                   | Tomasz Przybora        | 1                      |
| 1980                   | Open                   | Tomasz Przybora        | 2                      |
| 1979                   | Open                   | Tomasz Przybora        | 2                      |

| Mistrzostwa Polski teamów | Mistrzostwa Polski teamów | Mistrzostwa Polski teamów | Mistrzostwa Polski teamów |
| Rok                       | Typ                       | Kategoria                 | Pozycja                   |
| ------------------------- | ------------------------- | ------------------------- | ------------------------- |
| 1991                      | IMP                       | Open                      | 1                         |
| 1985                      | IMP                       | Open                      | 2                         |

| Mistrzowska Majówka | Mistrzowska Majówka | Mistrzowska Majówka | Mistrzowska Majówka |
| Rok                 | Kategoria           | Partner             | Pozycja             |
| ------------------- | ------------------- | ------------------- | ------------------- |
| 2007                | Open                | Krzysztof Jassem    | 1                   |

| Mistrzostwa Polski indywidualne | Mistrzostwa Polski indywidualne | Mistrzostwa Polski indywidualne | Mistrzostwa Polski indywidualne |
| Rok                             | Kategoria                       | Pozycja                         |                                 |
| ------------------------------- | ------------------------------- | ------------------------------- | ------------------------------- |
| 1995                            | Open                            | 1                               |                                 |

### Olimpiady
Na olimpiadach uzyskał następujące rezultaty:
| Olimpiady brydżowe. Zawody teamów | Olimpiady brydżowe. Zawody teamów | Olimpiady brydżowe. Zawody teamów     | Olimpiady brydżowe. Zawody teamów | Olimpiady brydżowe. Zawody teamów | Olimpiady brydżowe. Zawody teamów |
| Rok                               | Miejsce                           | Zawody                                | Kategoria                         | Drużyna                           | Pozycja                           |
| --------------------------------- | --------------------------------- | ------------------------------------- | --------------------------------- | --------------------------------- | --------------------------------- |
| 2008                              | Pekin                             | 1. Światowe Zawody Sportów Umysłowych | Miksty                            | Auken                             | 4                                 |
| 2008                              | Pekin                             | 1. Światowe Zawody Sportów Umysłowych | Open                              | Poland                            | 5                                 |
| 1998                              | Lozanna                           | 1 Mistrzostwa o Wielką Nagrodę MKOL   | Open                              | Poland                            | 5                                 |
| 1996                              | Rodos                             | 10. Olimpiada Teamów                  | Open                              | Poland                            | 5                                 |
| 1988                              | Wenecja                           | 8. Olimpiada Teamów                   | Open                              | Poland                            | 9                                 |
| 1984                              | Seattle                           | 7. Olimpiada Teamów                   | Open                              | Poland                            | 1                                 |
| 1980                              | Valkenburg                        | 6. Olimpiada Teamów                   | Open                              | Poland                            | 19                                |

| Olimpiady brydżowe. Zawody Indywidualne | Olimpiady brydżowe. Zawody Indywidualne | Olimpiady brydżowe. Zawody Indywidualne | Olimpiady brydżowe. Zawody Indywidualne | Olimpiady brydżowe. Zawody Indywidualne |
| Rok                                     | Miejsce                                 | Zawody                                  | Kategoria                               | Pozycja                                 |
| --------------------------------------- | --------------------------------------- | --------------------------------------- | --------------------------------------- | --------------------------------------- |
| 2008                                    | Pekin                                   | 1. Światowe Zawody Sportów Umysłowych   | Open                                    | 14                                      |

### Zawody światowe
W światowych zawodach zdobył następujące lokaty:
| Mistrzostwa Świata. Konkurencja teamów | Mistrzostwa Świata. Konkurencja teamów | Mistrzostwa Świata. Konkurencja teamów                | Mistrzostwa Świata. Konkurencja teamów | Mistrzostwa Świata. Konkurencja teamów | Mistrzostwa Świata. Konkurencja teamów |
| Rok                                    | Miejsce                                | Zawody                                                | Kategoria                              | Drużyna                                | Pozycja                                |
| -------------------------------------- | -------------------------------------- | ----------------------------------------------------- | -------------------------------------- | -------------------------------------- | -------------------------------------- |
| 2011                                   | Veldhoven                              | 40. Mistrzostwa Świata Teamów                         | Open                                   | Poland                                 | 14                                     |
| 2010                                   | Filadelfia                             | 13. Seria Mistrzostw Świata                           | Open                                   | Martens                                | 9                                      |
| 2007                                   | Szanghaj                               | 38. Mistrzostwa Świata Teamów                         | Open                                   | Poland                                 | 12                                     |
| 2005                                   | Estoril                                | 37. Mistrzostwa Świata Teamów                         | Trans                                  | Mano                                   | 42                                     |
| 2005                                   | Estoril                                | 37. Mistrzostwa Świata Teamów                         | Open                                   | Poland                                 | 20                                     |
| 2004                                   | Stambuł                                | 3. Transnarodowe Mistrzostwa Świata Teamów Mikstowych | Miksty                                 | IC                                     | 47                                     |
| 2003                                   | Monte Carlo                            | 36. Mistrzostwa Świata Teamów                         | Tran                                   | Chammaa                                | 32                                     |
| 2001                                   | Paryż                                  | 35. Mistrzostwa Świata Teamów                         | Open                                   | Poland                                 | 3                                      |
| 2000                                   | Southampton                            | 34. Mistrzostwa Świata Teamów                         | Trans                                  | Krzysztof                              | 19                                     |
| 1998                                   | Lille                                  | 10. Mistrzostwa Świata                                | Open                                   | Zakrzewski                             | 9                                      |
| 1997                                   | Hammamet                               | 33. Mistrzostwa Świata Teamów                         | Trans                                  | Burgay                                 | 1                                      |
| 1996                                   | Rodos                                  | 1. Mistrzostwa Świata Teamów Mikstowych               | Miksty                                 | Auken                                  | 12                                     |
| 1991                                   | Jokohama                               | 30. Mistrzostwa Świata Teamów                         | Open                                   | Poland                                 | 2                                      |
| 1990                                   | Genewa                                 | 8. Mistrzostwa Świata                                 | Open                                   | Martens                                | 17                                     |
| 1989                                   | Perth                                  | 29. Mistrzostwa Świata Teamów                         | Open                                   | Poland                                 | 3                                      |
| 1986                                   | Miami Beach                            | 7. Mistrzostwa Świata                                 | Open                                   | Gawryś                                 | 18                                     |
| 1982                                   | Biarritz                               | 6. Mistrzostwa Świata                                 | Open                                   | Kudła                                  | 28                                     |
| 1981                                   | Nowy Jork                              | 25. Mistrzostwa Świata Teamów                         | Open                                   | Poland                                 | 3                                      |

| Mistrzostwa Świata. Konkurencja par | Mistrzostwa Świata. Konkurencja par | Mistrzostwa Świata. Konkurencja par | Mistrzostwa Świata. Konkurencja par | Mistrzostwa Świata. Konkurencja par | Mistrzostwa Świata. Konkurencja par |
| Rok                                 | Miejsce                             | Zawody                              | Kategoria                           | Partner                             | Pozycja                             |
| ----------------------------------- | ----------------------------------- | ----------------------------------- | ----------------------------------- | ----------------------------------- | ----------------------------------- |
| 2010                                | Filadelfia                          | 13. Mistrzostwa Świata              | Miksty                              | May Sakr                            | 274                                 |
| 2010                                | Filadelfia                          | 13. Mistrzostwa Świata              | Open                                | Krzysztof Jassem                    | 44                                  |
| 2006                                | Werona                              | 12. Mistrzostwa Świata              | Miksty                              | Iman Chammaa                        | 226                                 |
| 2006                                | Werona                              | 12. Mistrzostwa Świata              | Open                                | Vytautas Vainikonis                 | 38                                  |
| 1998                                | Lille                               | 10. Mistrzostwa Świata              | Miksty                              | A Hanna                             | 179                                 |
| 1998                                | Lille                               | 10. Mistrzostwa Świata              | Open                                | Marek Szymanowski                   | 6                                   |
| 1986                                | Miami Beach                         | 7. Mistrzostwa Świata               | Open                                | Tomasz Przybora                     | 27                                  |

| Mistrzostwa Świata. Konkurencja indywidualna | Mistrzostwa Świata. Konkurencja indywidualna | Mistrzostwa Świata. Konkurencja indywidualna | Mistrzostwa Świata. Konkurencja indywidualna | Mistrzostwa Świata. Konkurencja indywidualna | Mistrzostwa Świata. Konkurencja indywidualna |
| Rok                                          | Miejsce                                      | Zawody                                       | Kategoria                                    | Pozycja                                      |                                              |
| -------------------------------------------- | -------------------------------------------- | -------------------------------------------- | -------------------------------------------- | -------------------------------------------- | -------------------------------------------- |
| 2004                                         | Werona                                       | 6. Indywidualne Mistrzostwa Świata           | Open                                         | 17                                           |                                              |
| 2000                                         | Ateny                                        | 5. Indywidualne Mistrzostwa Świata           | Open                                         | 11                                           |                                              |
| 1998                                         | Ajaccio                                      | 4. Indywidualne Mistrzostwa Świata           | Open                                         | 32                                           |                                              |
| 1996                                         | Paryż                                        | 3. Indywidualne Mistrzostwa Świata           | Open                                         | 18                                           |                                              |
| 1992                                         | Paryż                                        | 1. Indywidualne Mistrzostwa Świata           | Open                                         | 10                                           |                                              |

### Zawody europejskie
W europejskich zawodach zdobył następujące lokaty:
| Zawody europejskie. Konkurencja par | Zawody europejskie. Konkurencja par | Zawody europejskie. Konkurencja par | Zawody europejskie. Konkurencja par | Zawody europejskie. Konkurencja par | Zawody europejskie. Konkurencja par |
| Rok                                 | Miejsce                             | Zawody                              | Kategoria                           | Partner                             | Pozycja                             |
| ----------------------------------- | ----------------------------------- | ----------------------------------- | ----------------------------------- | ----------------------------------- | ----------------------------------- |
| 2009                                | San Remo                            | 4. Otwarte Mistrzostwa Europy       | Open                                | Krzysztof Jassem                    | 2                                   |
| 2007                                | Antalya                             | 3. Otwarte Mistrzostwa Europy       | Open                                | Krzysztof Jassem                    | 10                                  |
| 2005                                | Teneryfa                            | 2. Otwarte Mistrzostwa Europy       | Mikst                               | Iman Chammaa                        | 145                                 |
| 2005                                | Teneryfa                            | 2. Otwarte Mistrzostwa Europy       | Open                                | Krzysztof Jassem                    | 149                                 |
| 2003                                | Mentona                             | 1. Otwarte Mistrzostwa Europy       | Mikst                               | Iman Chammaa                        | 92                                  |
| 2003                                | Mentona                             | 1. Otwarte Mistrzostwa Europy       | Open                                | Michel Eidi                         | 51                                  |
| 2001                                | Sorrento                            | 11. Mistrzostwa Europy Par          | Open                                | Marcin Leśniewski                   | 4                                   |
| 1999                                | Warszawa                            | 10. Mistrzostwa Europy Par          | Open                                | Marek Szymanowski                   | 11                                  |
| 1998                                | Akwizgran                           | 5. Mistrzostwa Europy Mikstów       | Mikst                               | Ewa Miszewska                       | 69                                  |
| 1997                                | Haga                                | 9. Mistrzostwa Europy Par           | Open                                | Marek Pietraszek                    | 124                                 |
| 1995                                | Rzym                                | 8. Mistrzostwa Europy Par           | Open                                | Zygmunt Wojas                       | 250                                 |
| 1993                                | Bielefeld                           | 7. Mistrzostwa Europy Par           | Open                                | Marcin Leśniewski                   | 13                                  |
| 1991                                | Montecatini                         | 6. Mistrzostwa Europy Par           | Open                                | Marek Szymanowski                   | 36                                  |
| 1990                                | Bordeaux                            | 1. Mistrzostwa Europy Mikstów       | Mikst                               | Mirosława Międzychocka              | 18                                  |
| 1989                                | Salsomaggiore                       | 5. Mistrzostwa Europy Par           | Open                                | Marek Szymanowski                   | 4                                   |

| Zawody europejskie. Konkurencja teamów | Zawody europejskie. Konkurencja teamów | Zawody europejskie. Konkurencja teamów | Zawody europejskie. Konkurencja teamów | Zawody europejskie. Konkurencja teamów | Zawody europejskie. Konkurencja teamów |
| Rok                                    | Miejsce                                | Zawody                                 | Kategoria                              | Drużyna                                | Pozycja                                |
| -------------------------------------- | -------------------------------------- | -------------------------------------- | -------------------------------------- | -------------------------------------- | -------------------------------------- |
| 2009                                   | San Remo                               | 4. Otwarte Mistrzostwa Europy          | Open                                   | Vytas                                  | 58                                     |
| 2007                                   | Antalya                                | 3. Otwarte Mistrzostwa Europy          | Open                                   | Garsu Pasualis                         | 9                                      |
| 2005                                   | Teneryfa                               | 2. Otwarte Mistrzostwa Europy          | Open                                   | Poland 1                               | 17                                     |
| 2003                                   | Mentona                                | 1. Otwarte Mistrzostwa Europy          | Miksty                                 | Chammaa                                | 68                                     |
| 2003                                   | Mentona                                | 1. Otwarte Mistrzostwa Europy          | Open                                   | Eidi                                   | 9                                      |
| 2002                                   | Salsomaggiore                          | 46. Mistrzostwa Europy Teamów          | Open                                   | Poland                                 | 6                                      |
| 2001                                   | Teneryfa                               | 45. Mistrzostwa Europy Teamów          | Open                                   | Poland                                 | 3                                      |
| 1998                                   | Akwizgran                              | 5. Mistrzostwa Europy Mikstów          | Miksty                                 | Zakrzewski                             | 31                                     |
| 1993                                   | Mentona                                | 41. Mistrzostwa Europy Teamów          | Open                                   | Poland                                 | 1                                      |
| 1991                                   | Killarney                              | 40. Mistrzostwa Europy Teamów          | Open                                   | Poland                                 | 3                                      |
| 1990                                   | Bordeaux                               | 1. Mistrzostwa Europy Mikstów          | Miksty                                 | Międzychocka                           | 18                                     |
| 1989                                   | Turku                                  | 39. Mistrzostwa Europy Teamów          | Open                                   | Poland                                 | 1                                      |
| 1983                                   | Wiesbaden                              | 36. Mistrzostwa Europy Teamów          | Open                                   | Poland                                 | 10                                     |
| 1981                                   | Birmingham                             | 35. Mistrzostwa Europy Teamów          | Open                                   | Poland                                 | 1                                      |

### Inne zawody
W innych zawodach zdobył następujące lokaty:
| Inne zawody. Konkurencja teamów | Inne zawody. Konkurencja teamów | Inne zawody. Konkurencja teamów                        | Inne zawody. Konkurencja teamów | Inne zawody. Konkurencja teamów | Inne zawody. Konkurencja teamów |
| Rok                             | Miejsce                         | Zawody                                                 | Kategoria                       | Drużyna                         | Pozycja                         |
| ------------------------------- | ------------------------------- | ------------------------------------------------------ | ------------------------------- | ------------------------------- | ------------------------------- |
| 2008                            | Detroit                         | Spring Championships – Vanderbild Knockout Teams, 2008 | Open                            | -                               | 1                               |
| 2003                            | Jokohama                        | NEC Bridge Festival – Jokohama. 2003                   | Open                            | -                               | 2                               |
| 1984                            | Malmö                           | Puchar Europy "Philp Morris" 1984                      | Open                            | Czarni Słupsk                   | 1                               |

| Inne zawody. Konkurencja par | Inne zawody. Konkurencja par | Inne zawody. Konkurencja par                  | Inne zawody. Konkurencja par | Inne zawody. Konkurencja par | Inne zawody. Konkurencja par |
| Rok                          | Miejsce                      | Zawody                                        | Kategoria                    | Partner                      | Pozycja                      |
| ---------------------------- | ---------------------------- | --------------------------------------------- | ---------------------------- | ---------------------------- | ---------------------------- |
| 1997                         | Londyn                       | Top 16. London. Sunday Times i Macallan. 1997 | Zaproszenie                  | Marek Szymanowski            | 2                            |
| 1990                         | Londyn                       | Top 16. London. Sunday Times i Macallan. 1990 | Zaproszenie                  | Marek Szymanowski            | 3                            |